# Exenterus amictorius
Exenterus amictorius ist eine Schlupfwespe aus der Unterfamilie der Tryphoninae.   Die Art wurde von Georg Wolfgang Franz Panzer im Jahr 1801 als Ichneumon amictorius beschrieben.

## Taxonomie
Synonyme sind:
- Exenterus claripennis Thomson, 1883
- Exenterus marginatorius (Fabricius, 1793)
- Exenterus sulcatorius (Thunberg, 1822)
- Ichneumon amitotisch Panzer, 1801

## Merkmale
Die Gattung Exenterus weist reduzierte Endsporne an den Hintertibien auf. Die verwandten in Mitteleuropa vorkommenden Exenterus-Arten weisen ein abweichendes gelbes Fleckenmuster auf.
Für Exenterus amictorius gilt: Die Schlupfwespen sind etwa 9 mm lang. Der Hinterleib ist leicht gestielt. Die schwarz gefärbten Schlupfwespen weisen zahlreiche gelbe Flecke und Binden auf. Scutellum und Postscutellum sind gelb gefärbt. Das erste und zweite Gastersegment weisen eine gelbe Querbinde auf. Das Band auf dem zweiten Segment ist gezackt. Das dritte und vierte Segment sind ohne Flecken. Die folgenden Segmente besitzen gelbe Hinterränder. Die Ventralseite des Hinterleibs ist gelb gefärbt. Das Gesicht, der Augeninnenrand, das Labrum und die Palpen sind gelb gefärbt. Die Fühler weisen bräunliche Spitzen auf. Der Scapus ist ventral gelb gefärbt. Die Facettenaugen sind grünlich oder bräunlich schimmernd. Das Mesoscutum (Rückenplatte) weist am Vorderrand einen gelben Streifen auf. Zwei gelbe Seitenflecke befinden sich entlang den Schultern. Vor den Vorderflügeln befindet sich ein schwieliger gelber Fleck. Unter dem Ansatz der Vorderflügel befindet sich ein weiterer gelber Fleck. Die vorderen und mittleren Femora sind vorne gelb und hinten schwarz gefärbt. Die hinteren Femora sind vollständig schwarz gefärbt. Die vorderen und mittleren Tibien sind gelb. Die hinteren Tibien sind apikal schwarz gefärbt. Die vorderen und mittleren Tarsen sind bräunlich gefärbt. Die hinteren Metatarsen sind basal gelb gefärbt. Der restliche Teil der hinteren Tarsen ist schwarz. Der Legebohrer der Weibchen überragt nicht das Hinterleibsende. Die Vorderflügel weisen ein viereckiges Areolet (kleine geschlossene Zelle) auf.

## Verbreitung
Exenterus amictorius kommt in der westlichen Paläarktis vor. Die Art ist hauptsächlich im südlichen Fennoskandinavien verbreitet. Weiterhin gibt es Nachweise der Art aus Schottland, aus dem Benelux, aus Mitteleuropa und aus Polen. Ferner kommt die Art in der Nearktis vor, wohin sie zur Bekämpfung von Diprion similis eingeführt wurde. Das dortige Verbreitungsgebiet erstreckt sich entlang der Ostküste von Nova Scotia bis West Virginia sowie im Westen bis nach North Dakota.

## Bilder

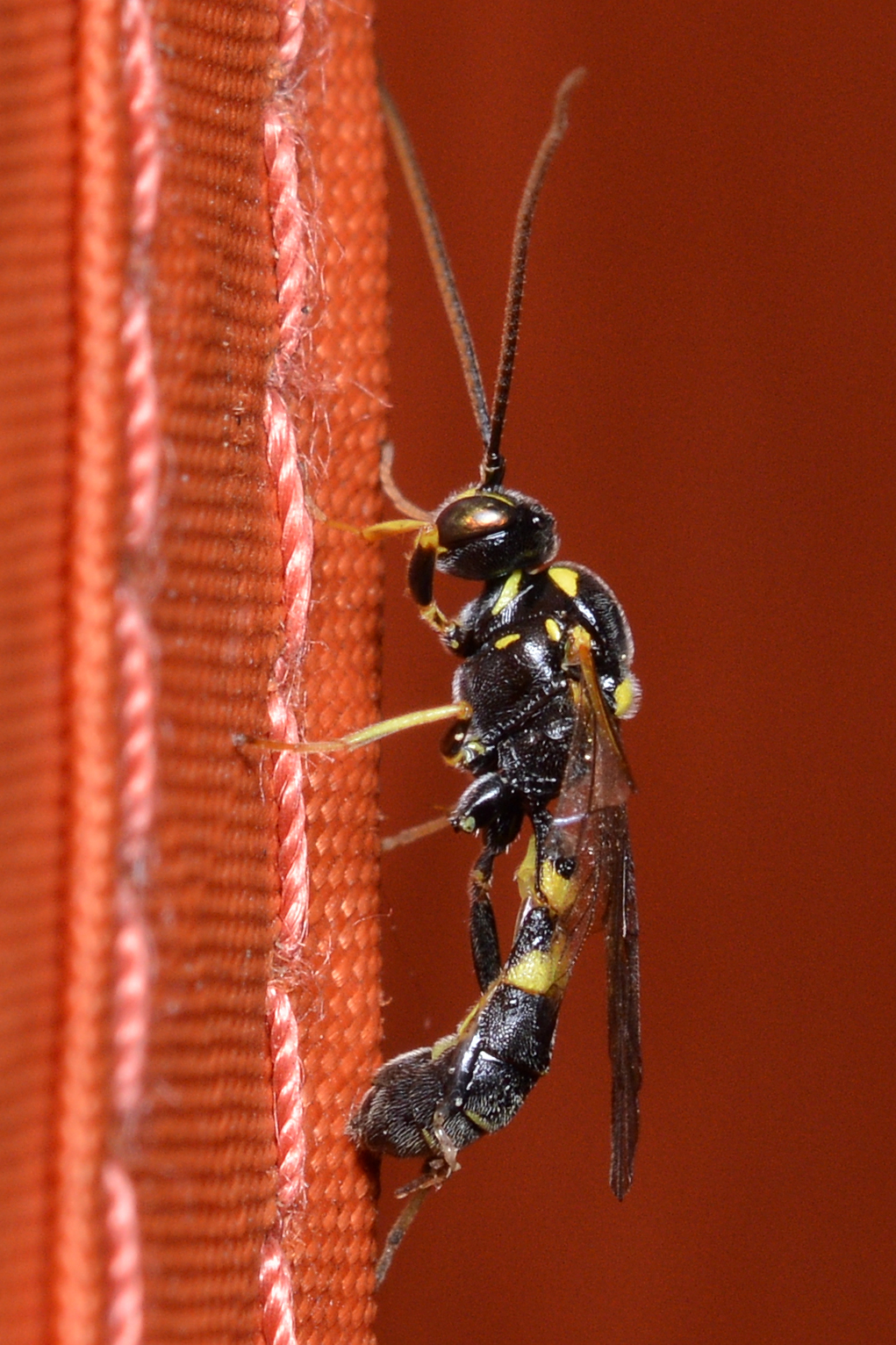
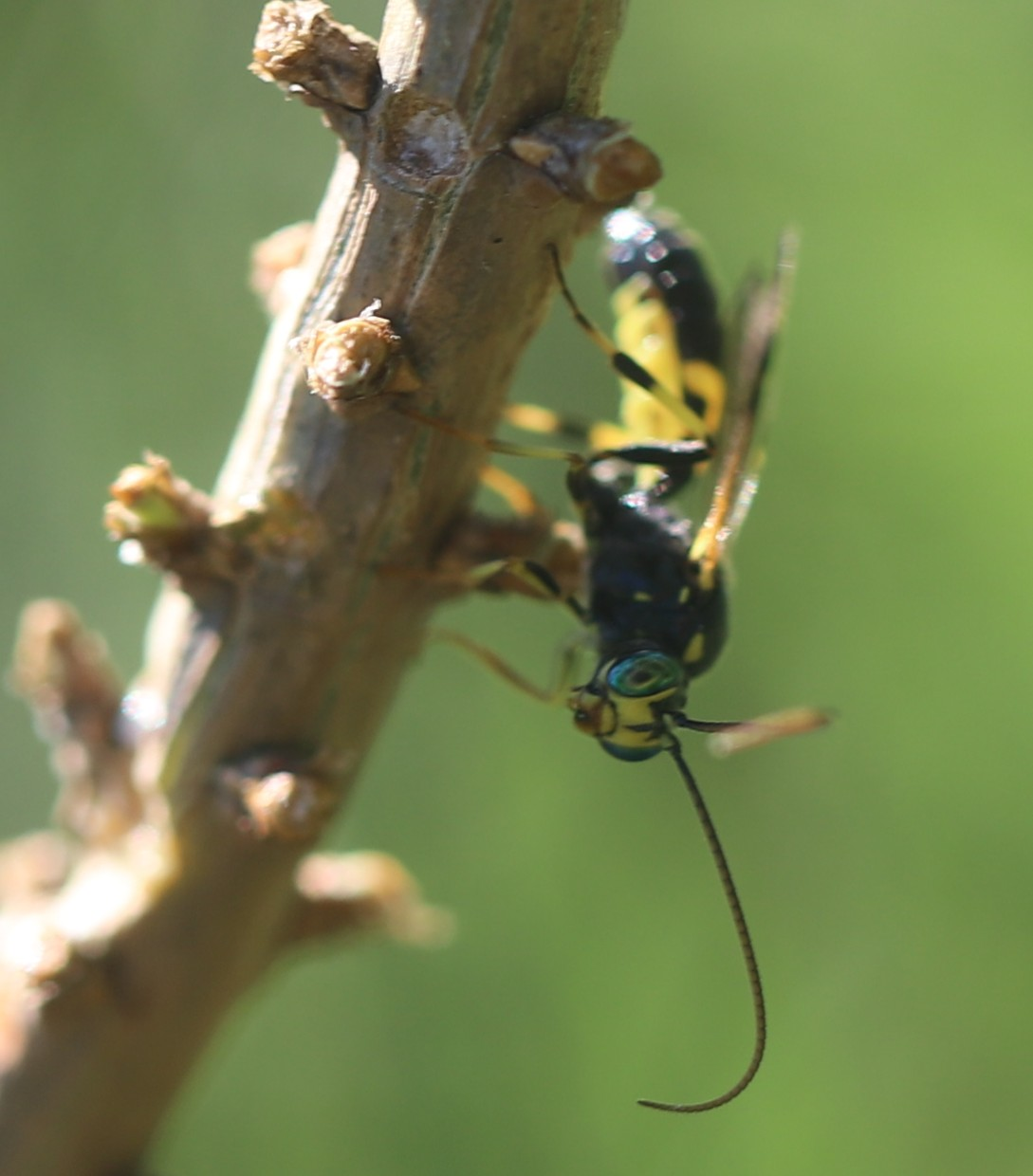
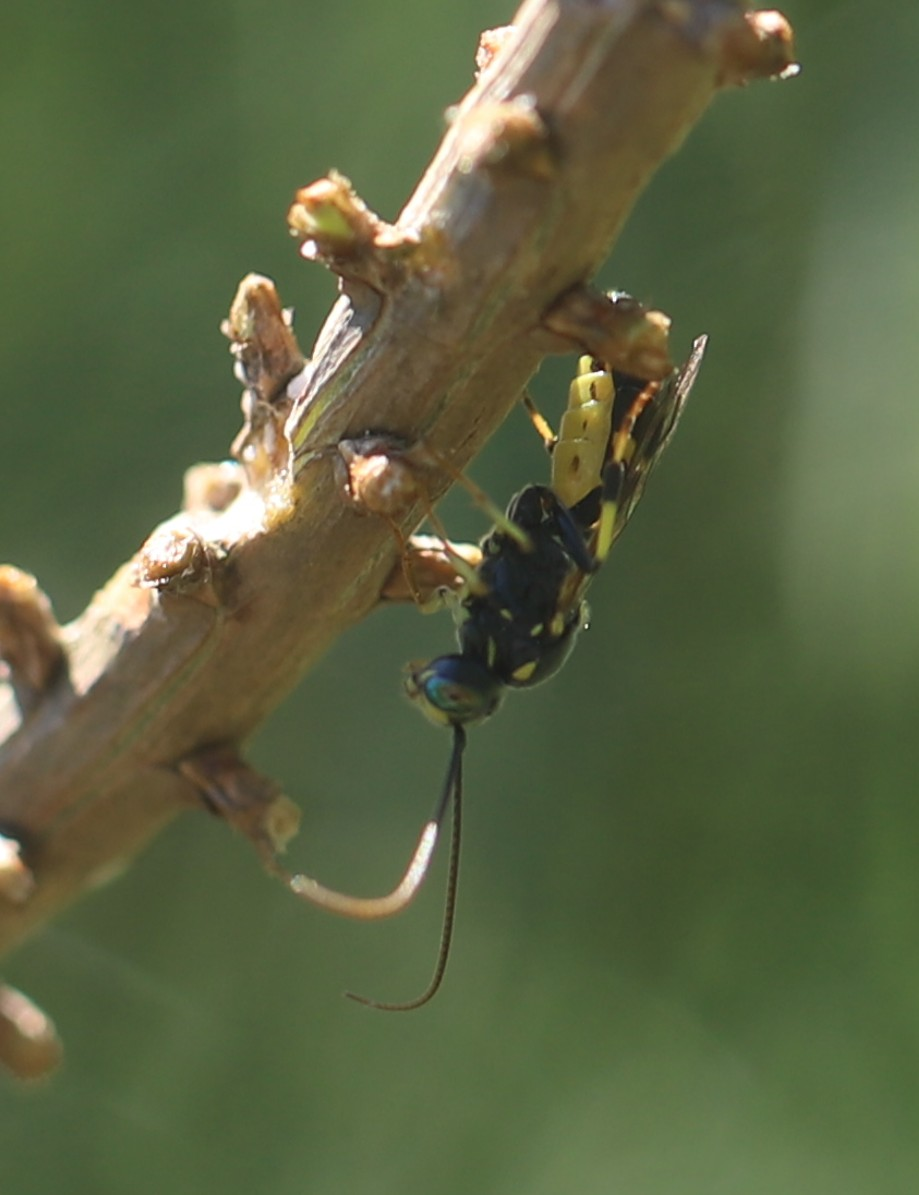
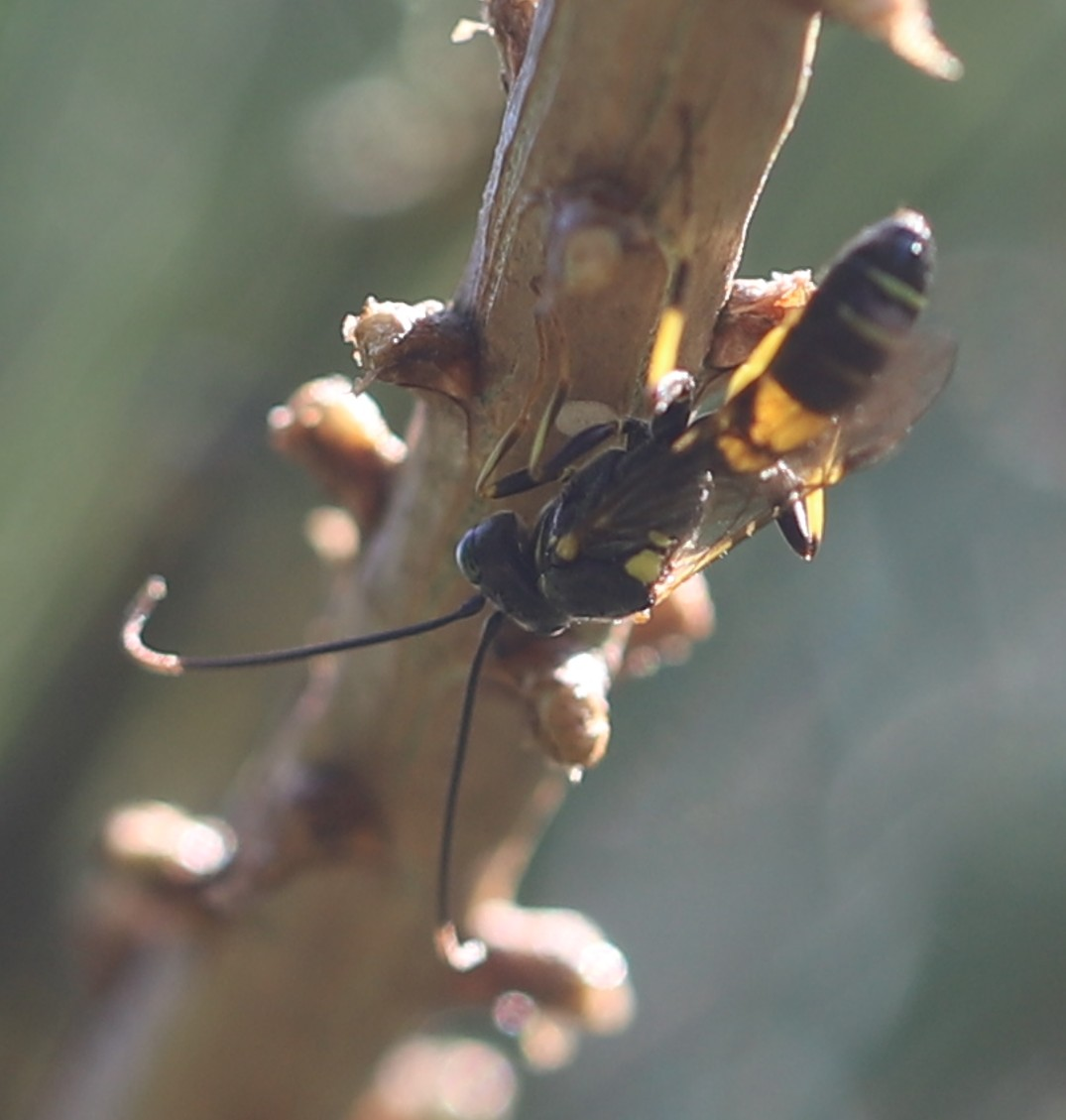
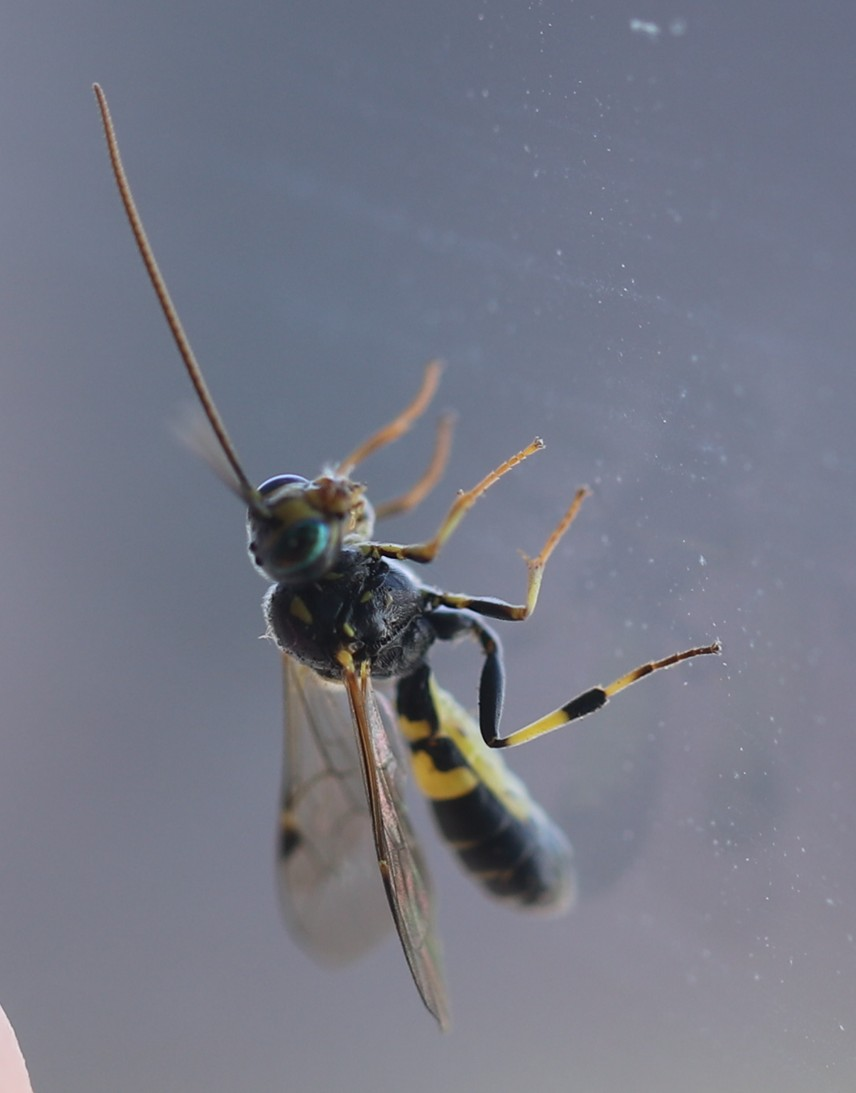
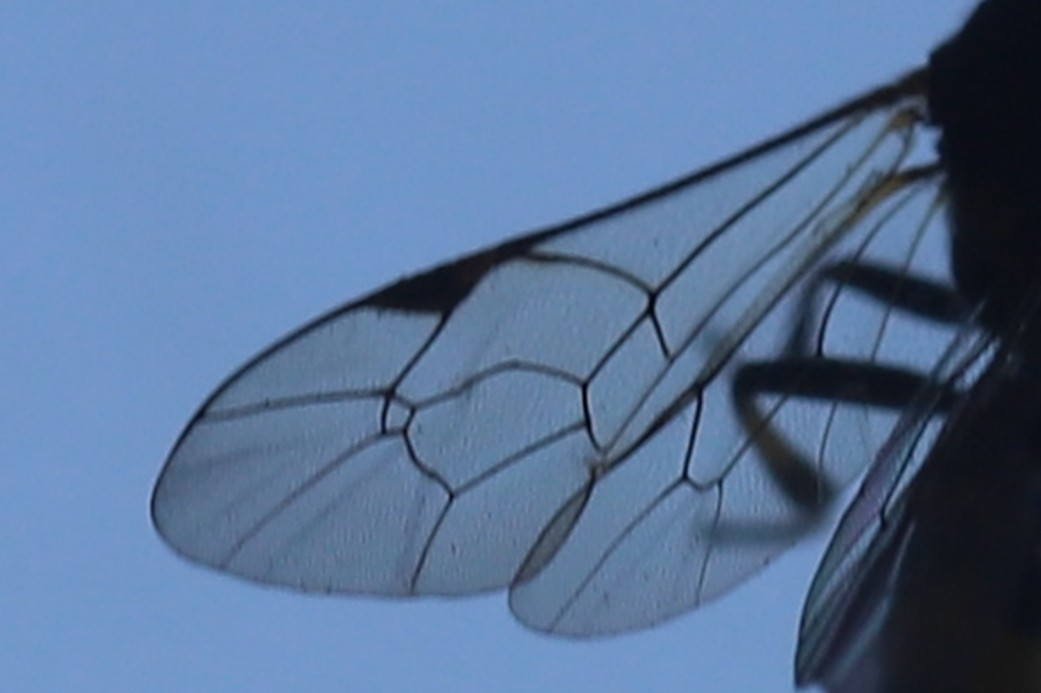
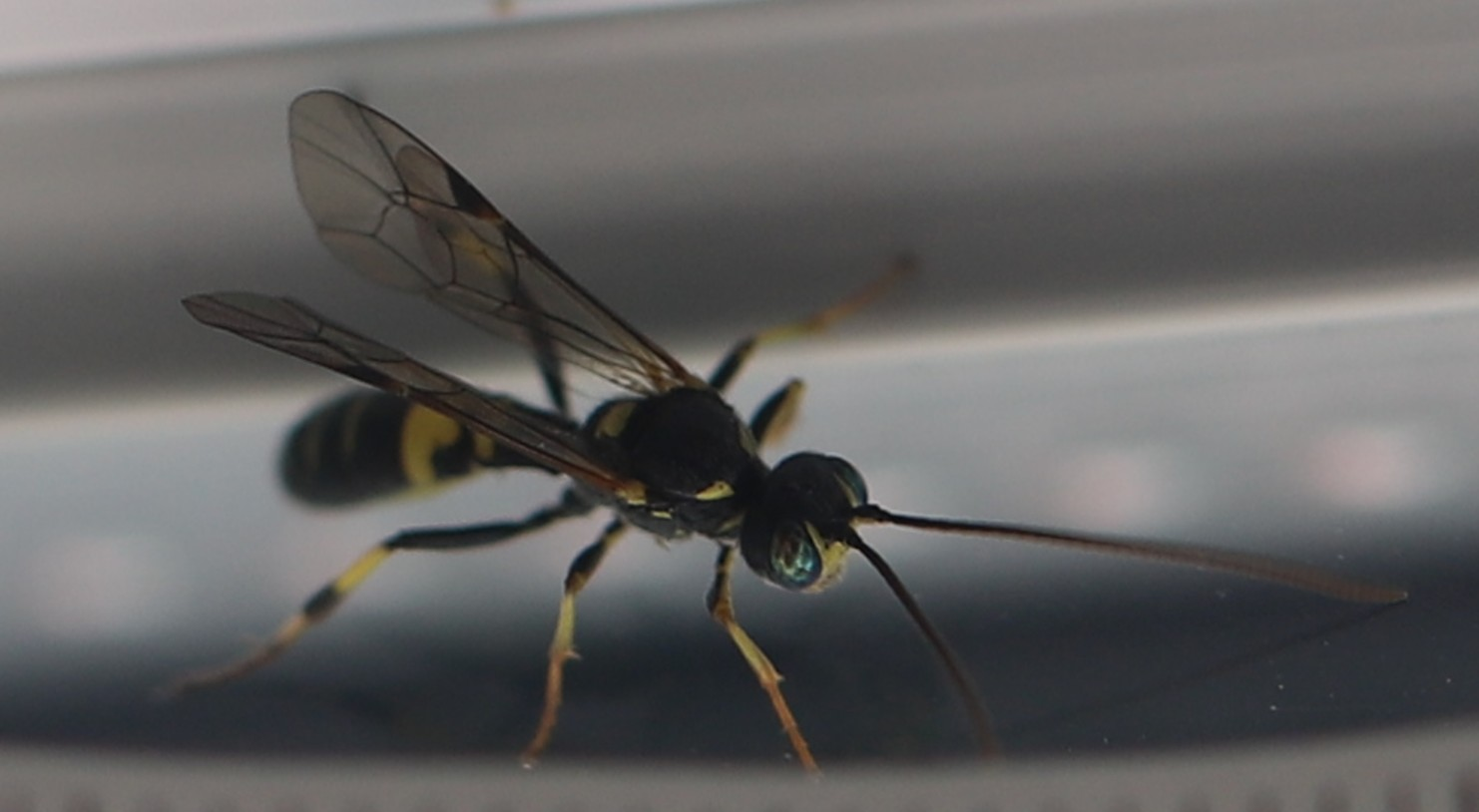
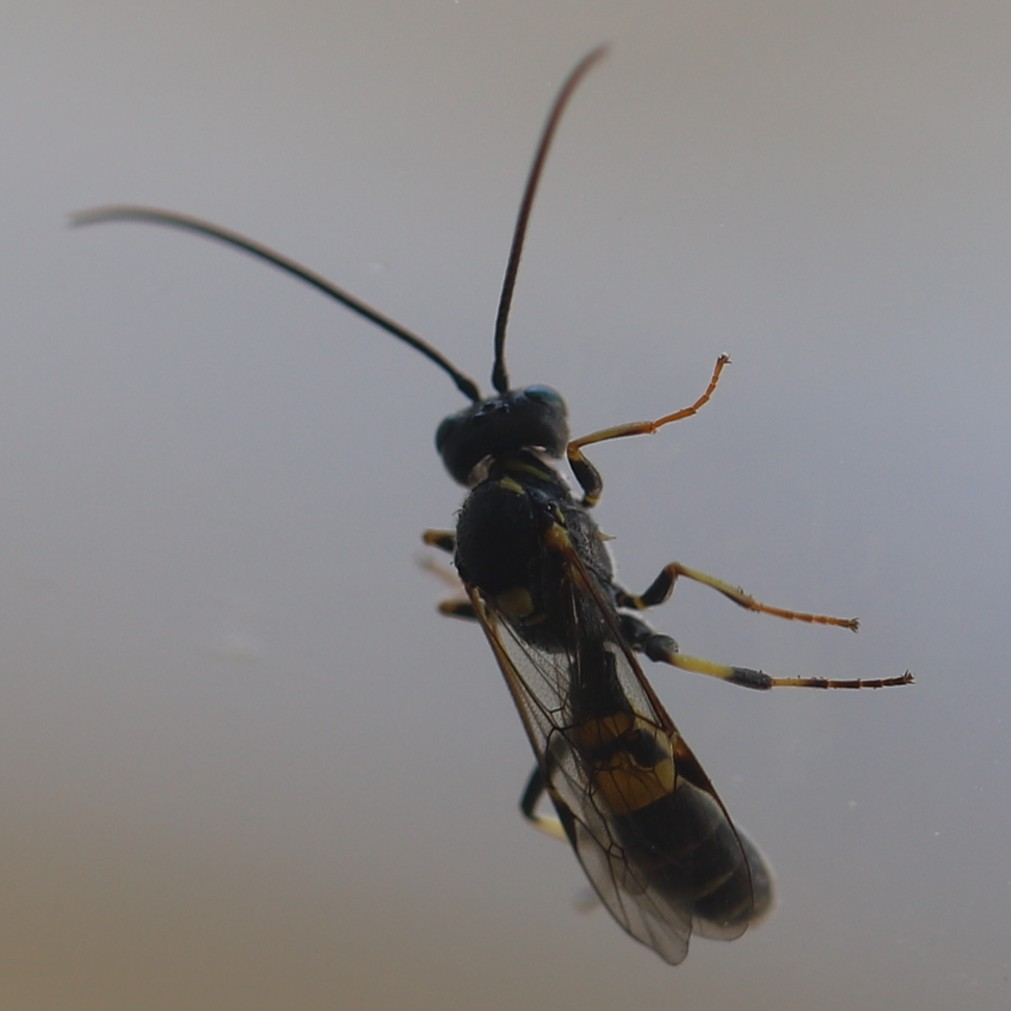

## Lebensweise
Exenterus amictorius ist ein Ektoparasitoid von Buschhornblattwespen (Diprionidae). Zu den bekannten Wirtsarten gehören u. a. Diprion pini, Diprion similis, Neodiprion sertifer, Neodiprion swainei und Gilpinia pallida. Das Weibchen pirscht sich an die Blattwespenlarve heran, um dann blitzartig ein Ei an dieser anzubringen. Es werden dabei bevorzugt Körperstellen ausgewählt, an welche die Blattwespenlarve nicht mit ihren Mandibeln herankommt, um das Ei wieder zu entfernen. Gewöhnlich wird nur ein Ei pro Wirtslarve platziert, da maximal eine Parasitenlarve überleben kann. Das Schlupfwespenei wird mit einem Anker in der Cuticula (außen liegende Körperdecke) der Blattwespenlarve befestigt. Da das Risiko besteht, dass bei Häutungen der Wirtslarve das Ei verloren geht, wird die Wirtslarve hauptsächlich vor oder nach deren letzten Häutung unmittelbar vor dem Einspinnen in ein Kokon mit dem Ei belegt. Die Schlupfwespenlarve schlüpft, nachdem die Wirtslarve ihr Kokon vollendet hat. Im ersten Entwicklungsstadium lähmt die Schlupfwespenlarve die Wirts-Präpuppe (Eonymphe) mit ihren langen, scharfen Borsten oder ihren stark gebogenen Mandibeln. Sie saugt in der Folge die Körperflüssigkeit der Eonymphe allmählich aus, so dass am Ende nur noch deren Haut übrig bleibt. Schließlich verpuppt sich die Schlupfwespenlarve selbst innerhalb des Wirtskokons. Die adulten Schlupfwespen beobachtet man von April bis Juni sowie von August bis Oktober. Damit erscheinen sie jeweils rechtzeitig vor dem Ende der Larvalentwicklung ihrer Wirtsarten.